# VfB Gießen
Der VfB 1900 Gießen (offiziell: Verein für Bewegungsspiele 1900 Gießen e. V.) ist ein Sportverein aus dem mittelhessischen Gießen. Der Verein entstand durch eine Fusion der beiden Gießener Sportvereine VfB 08 und Spielvereinigung 1900 im Jahre 1956, jedoch blieb das offizielle Gründungsdatum das Jahr 1900. Er bietet ein großes Sportangebot in alle Richtungen und erzielte vor allem regional bedeutende Erfolge im Herren-Fußball.

## Fußball

### Geschichte der Fußballabteilung

#### VfB 08 Gießen
Der VfB 08 Gießen wurde 1908 gegründet und erreichte 1911/12 die Endrunde um die westdeutsche Meisterschaft, unterlag aber im Halbfinale der A-Klassenmeister Borussia Mönchengladbach mit 0:5. Nach dem Zweiten Weltkrieg wurde der Verein als VfR Reichsbahn 1908 Gießen neugegründet, nahm jedoch bereits 1947 wieder den ursprünglichen Namen an.

#### SpVgg 1900 Gießen
Der zweite Fusionsklub wurde bereits 1900 als Gießener FK 1900 gegründet und stand unter diesem Namen 1909 im Viertelfinale um die westdeutsche Meisterschaft. 1938 stand man in der Aufstiegsrunde zur Gauliga Hessen, konnte sich gegen die Konkurrenten aber nicht durchsetzen und belegte den letzten Platz in der Gruppe. Den Namen SpVgg 1900 Gießen nahm man 1926 nach einer Fusion mit der SpVgg 1904 Gießen an.

#### VfB 1900 Gießen
1951 stieg die Herren-Mannschaft in die damalige Landesliga auf, die nach einer Neuordnung des Deutschen Ligasystems bis 2008 Oberliga hieß. Der Verein konnte sich 31 Jahre ohne Auf- oder Abstieg in der Liga halten und gewann drei Mal den Hessenpokal (1964, 1972 und 1979). Als Folge des letzten Pokalsiegs nahm man sogar am DFB-Pokal teil, scheiterte jedoch bereits in der ersten Runde am FC 08 Homburg. 1982 konnte die Mannschaft jedoch nicht die Klasse halten und stieg in die Landesliga ab. Zwischenzeitlich stieg man sogar in die Bezirksliga ab, doch nach dem direkten Wiederaufstieg konnte der Verein 1995 wieder in die Oberliga aufsteigen.
Der Verein strebte nach der Rückkehr in die Oberliga einen Aufstieg bis in die 2. Bundesliga an, und im Dezember 1996 wurde sogar ein Weltmeister von 1990, Uwe Bein verpflichtet. Es wurde ein für die Oberliga sehr hoher Zuschauerschnitt von durchschnittlich 1600 Zuschauern erreicht, doch selbst der angestrebte Aufstieg in die Regionalliga blieb der Mannschaft versagt. Infolgedessen sank der Zuschauerschnitt und damit auch die Popularität ständig, es fehlten immer mehr Sponsoren, und die finanziellen Probleme wurden immer größer. Durch die fehlenden Gelder zog sich der Verein nach der Saison 2000/01 komplett aus der Oberliga Hessen zurück und nahm in der folgenden Spielzeit überhaupt nicht mehr am Spielbetrieb im Herrenfußball teil. 2002/03 trat eine neue Mannschaft in der Gießener Kreisliga B1 an. Nach mehreren Aufstiegen spielte die Mannschaft in der Saison 2008/09 in der Gruppenliga Gießen-Marburg, die die alte Bezirksoberliga ablöste und nach der Neuordnung im Jahre 2008 die 7. Liga im deutschen Ligasystem ist. Von 2009 bis 2017 spielte der VfB nach einem erneuten Aufstieg wieder in der Verbandsliga Hessen Mitte.
Zudem konnte die A-Jugend des VfB als Oberligist in der Saison 2007/08 im Achtelfinale des DFB-Pokals die A-Jugend von Hansa Rostock, die in der Bundesliga Nord/Nordost auf dem 2. Tabellenplatz stand, mit 4:3 n. V. besiegen, obwohl die Mannschaft zur Halbzeit mit 0:3 zurückgelegen hatte. Im Halbfinale konnte man diese Sensation gegen Bayer 04 Leverkusen nicht wiederholen und verlor mit 0:2. Im März 2018 gab man die Auflösung der Fußballabteilung bekannt, die sich geschlossen dem SC Teutonia Watzenborn-Steinberg anschloss und unter dem Namen FC Gießen in der Hessenliga spielt.

### Stadion

#### Waldstadion
Der VfB spielt im Waldstadion in Gießen mit einer Kapazität von 6900 Zuschauern. Es gibt eine überdachte Sitztribüne (700 Plätze) sowie nicht überdachte Stehtribünen (6200 Plätze). Hinter den Toren sind keine Tribünen errichtet, jedoch wird dieser Bereich für Stehplätze genutzt.

#### Kunstrasenplatz
Nachdem am 27. August 2008 der erste Spatenstich zur neuen Kunstrasenanlage neben dem Gießener Waldstadion gesetzt wurde, fand am 30. November 2008 die offizielle Eröffnung mit vielen prominenten Gästen wie der Fußballweltmeisterin Nia Künzer, dem damaligen hessischen Innen- und Sportministers Volker Bouffier und dem ehemaligen Gießener Oberbürgermeister Heinz-Peter Haumann statt. Der Platz wurde auf dem Gebiet der Justus-Liebig-Universität errichtet und kostete 450.000 €, die zum Teil vom Verein selbst, vom Land Hessen sowie von der Stadt Gießen getragen werden.

### Trainer
- Horst Heese (1996)
- Matthias Hagner (2011–2012)

### Spieler
- Peter Reichel (1961–1968) Jugend, (1968–1970) Spieler,
- Björn Pistauer (19??–1983) Jugend, (1995–2001) Spieler,
- Claudius Weber (1990–1996) Jugend, (1999–2001, 2008–2010) Spieler,
- Harald Preuß (1995–1998)
- Dexter Langen (1996–1997) Jugend, (2000–2001) Spieler,
- Uwe Bein (1997–1998)
- Jörg Kaessmann (1998–2001)

### Spielerinnen
- Nia Künzer (bis 1997)
- Leonie Pankratz (1996–2006) Jugend

## Andere Sportarten

### Basketball
Die 1. Herrenmannschaft der Basketballabteilung spielte unter dem Namen VfB Giessen Pointers in der 1. Regionalliga Südwest und erreichte in der Saison 2008/09 unter Trainer Dejan Kostic den vierten Platz, jedoch verpasste man am Ende deutlich einen möglichen Aufstieg in die Pro B. Zur Saison 2010/11 gelang der Mannschaft der Aufstieg in die Pro B, wo man bis zur Saison 2011/2012 auf Korbjagd ging. Zuletzt spielten die Pointers wieder in der 1. Regionalliga Südwest. Im Mai 2018 wurde die Basketballabteilung in den neugegründeten Verein Gießen Pointers Basketball ausgegliedert.

### Handball
Die Frauen-Handball-Mannschaft spielte von 1978 bis 1983 und 1984/85 in der Südstaffel der damals noch zweiteiligen 1. Bundesliga. Die beste Platzierung in der zehn Mannschaften umfassenden Staffel war ein sechster Platz in der Saison 1979/80. Die Qualifikation zur eingleisigen Bundesliga verpasste die VfB-Mannschaft in der Saison 1984/85 mit einem achten Platz in der Staffel Süd deutlich.